# 요나스 내티넨
요나스 알렉산테리 내티넨(핀란드어: Joonas Aleksanteri Nättinen, 1991년 1월 3일~)은 핀란드의 아이스하키 선수로 포지션은 센터이다. 현재 핀란드 SM 리가의 일베스 소속으로 뛰고 있다. 이전에는 내셔널 하키 리그(NHL)의 카나디앵 드 몽레알 소속으로 활동했으며 2009년 NHL 드래프트에서 카나디앵 드 몽레알의 지명을 받았다.
국제 대회에서는 핀란드 국가대표팀의 소속으로 활동했으며, 2022년 동계 올림픽에서 핀란드 대표팀의 금메달 획득에 기여했다. 